# Caminho de Hórus

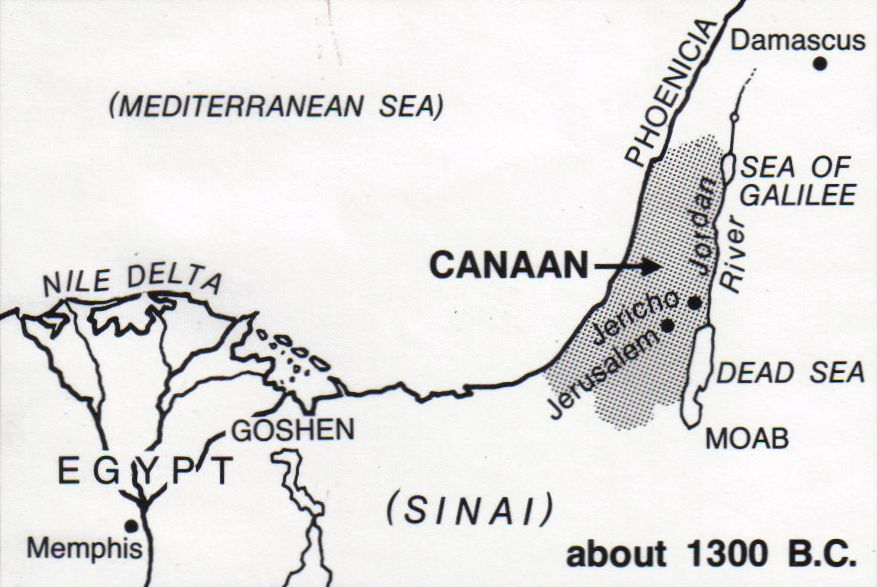
A região do Delta e Canaã: entre as duas, os egípcios instalaram o "Caminho de Hórus"

Caminho de Hórus era a denominação usada pelos antigos egípcios para designar o trecho da estrada litorânea que ligava o Antigo Egito à Canaã, protegido por um sofisticado sistema de fortes, de depósitos de grãos e de fontes de água, distantes um dia de marcha entre si.
Essas guarnições militares permitiam que o exército imperial, quando necessário, cruzasse a península do Sinai até Gaza (em Canaã), de modo eficiente e seguro.
Um relevo da época do faraó Seti I (pai de Ramessés II), de cerca de 1 300 a.C., mostra os fortes e reservatórios de água, na forma de um mapa antigo, que traça a rota do leste do delta até a fronteira sudoeste de Canaã. Remanescentes desses fortes foram encontrados no norte do Sinai pelo arqueólogo israelense Eliezer Oren, da Universidade Ben-Gurion do Negueve, por volta de 1970.